# Patrick de Leuchars
Patrick de Leuchars est un prélat écossais de la deuxième moitié du XIVe siècle. Il est évêque de Brechin de 1351 à 1383 et joue également le rôle de Lord chancelier de 1353 à 1370, sous le règne de David II.